# 평양타치
평양타치(平壤Touch, 표준어: 평양터치)는 조선민주주의인민공화국의 휴대전화기기다. 조선신보를 통하여 조선민주주의인민공화국 외부로 알려졌으며 고려링크와 강성네트망으로부터 서비스되고 있다. 봉사 시장을 통해 앱 서비스를 제공하며 데이터 통신으로 광명망에 접속이 가능하다.

## 모델
북한의 공식 매체인 조선신보를 통해서 관련 내용과 사진이 유출되었음을 알수가 있는데 특히 평양터치라는 원본뿐만이 아니라 평양 2407과 평양 2408, 평양 2417, 평양 2418, 평양 2419, 평양 2423, 평양 2425라는 스마트폰도 계속 나오고 있음을 알수가 있다.
중국 회사 TCL의 Alcatel T Pop을 그대로 가져온 OEM 제품으로 알려져 있음을 알수가 있다는 것이다.

## 안드로이드 운영 체제

### 안드로이드 2.3 진저브레드
안드로이드 OS를 안드로이드 2.3 진저브레드 버전으로 2014년부터 보급을 하기 시작을 하였고 알려지기로는 아이폰과 같은 크기로 알려져 있었음을 알수가 있었다는 것이다.

## 평양 터치 스마트폰 데이터 서비스
고려링크나 혹은 강성네트에서 전문적으로 판매하는 것으로 특히 평양 터치 스마트폰등 많은 스마트폰에 데이터 서비스를 시작하여 특히 광명망으로 조선중앙통신사나 혹은 로동신문 등 신문을 보거나 혹은 류경 오락장 사이트에서 온라인 게임을 하거나 만방 동영상 서비스를 이용할 수 있음을 알수가 있다.
특히 전자 우편같은 서비스를 이용하여 특히 스마트폰으로도 전자 우편을 이용할 수 있는 권한을 주었음을 알수가 있었고 특히 멀티미디어 메시지 서비스로 인하여 현재 정보유통이 활발히 이루어져 있음을 알수가 있다는 것이다.
그리고 현재 여기에서 오픈 마켓인 전자 상점에서 직접 돈으로 구입하여 컴퓨터로 연결하여 다운로드하여 서비스를 이용할 수 있음을 알수가 있고 특히 그것으로 통하여 온라인 게임을 할 수 있음을 알수가 있다.
현재 이 평양 터치 스마트폰은 현재 와이파이가 잘잡히기 때문에 현재 조선민주주의인민공화국은 현재 와이파이가 되는 곳에는 일체 출입이 금지되어 있음을 알수가 있다는 것이다.
특히 외국 문물의 취급의 취약성 때문에 현재 이 이후 서비스로는 광명망만 되게끔 Wi-Fi 서비스를 되지 않게끔 하드웨어 적으로 막았음을 알수가 있다는 것이다.
여기에서는 삼흥이라는 체제 선전 도서가 필수로 장착이 되어 결국 체제 선전 도서를 읽을 수 있는 발판이 있음을 알수가 있어서 특히 외국 선전 도서 같은 것은 그후에 허용이 되고 있음을 알수가 있다.

## 블루투스의 외국 동영상 다운로드 현상
현재 평양 터치 스마트폰은 제대로 되지 않고 특히 외국 동영상도 블루투스의 영향을 받아 공유가 가능하여 지면서 결국 휴대폰을 회수하여 결국 메모리 카드를 제거하였고 특히 그 이후의 버전으로는 외국 휴대폰과 조선민주주의인민공화국의 휴대폰이 되지 않도록 특단의 조치를 내려서 결국 각기 똑같은 휴대폰만 블루투스 공유가 가능함을 알수가 있다는 것이다.
그리하여 현재 평양 터치 이후의 스마트폰은 대부분 자국의 앱과 특히 동영상만 블루투스로 공유를 받고 있음을 알수가 있다는 것이다.
그만큼 현재는 블루투스로 각기 같은 스마트폰끼리만 블루투스 공유가 가능하고 특히 조선민주주의인민공화국에서 자체 앱스토어가 나오면서 각기 같은 스마트폰끼리만 공유를 하고 있다.
그리고 현재는 나의 길동무 4.1 앱스토어에서도 동구권 영화 및 프로 축구 동영상을 취급하기 때문에 그러한 현상은 거의 줄었고 다만 자체 앱을 만들어서 유포되는 일이 자주 벌어지고 있음을 알수가 있다.